# Инфрацрвено зрачење
Инфрацрвено зрачење или инфрацрвена светлост (лат. infra – „испод“; скраћено  од енгл. ) обухвата електромагнетско зрачење с таласним дужинама већим од таласне дужине видљиве црвене светлости, а мањим од таласне дужине радио таласа. То је распон од приближно 750  до 3 , односно од 4,5*1014 до 1012 , (мада људи могу да виде инфрацрвену светлост до бар 1050 nm у експериментима). Распон енергије коју преносе креће се од 4,7 до 0,01 eV.
Инфрацрвену радијацију је открио 1800. године астроном Сер Вилхелм Хершел, који је открио тип невидљиве радијације у спектру с нижом енергијом од црвеног светла, путем њеног дејства на термометар. Касније је утврђено да нешто више од половине тоталне енергије Сунца доспева на земљу у облику инфрацрвеног зрачења. Баланс између апсорбоване и емитоване инфрацрвене радијације има критичан ефекат на климу Земље.
Те таласе емитују загрејана тела и неки молекули када се нађу у побуђеном стању. Добро их апсорбира већина материја при чему се енергија инфрацрвеног зрачења претвара у унутрашњу енергију што резултира порастом температуре. Сунчева светлост омогућује отприлике снагу зрачења од 1004 W по квадратном метру; од тога на инфрацрвено зрачење отпада 527 W, 445 W на видљиву светлост и 32 W на ултраљубичасто зрачење.
Инфрацрвена радијација налази индустријске, научне, и медицинске примене. Уређаји за ноћни вид који користе активну блиско инфрацрвену илуминацију омогућавају људима да виде у мраку, а да посматрач не буде детектован. Инфрацрвена астрономија користи телескопе опремљене сензорима за пенетрацију прашњавих региона свемира, као што су молекулски облаци; детектовање објеката као што су планете, и за посматрање високо црвено-померених објеката из раних дана свемира. Камере са инфрацрвено термалним сликама се користе за детектовање топлотних губитака изолованих система, за посматрање променљивог крвног протока у кожи, и за детектовање прегревања електричних апарата.
Топлотно-инфрацрвене слике се екстензивно користе за војне и цивилне сврхе. Војне примене обухватају аквизиције мете, присмотру, ноћни вид, навођење и праћење. Људи са нормалном телесном температуром емитују углавном на таласним дужинама око 10 μm (микрометара). Цивилне примене обухватају анализу термалне ефикасности, праћење стања животне средине, инспекцију индустријских постројења, даљинско очитавање температуре, краткораспонску бежичну комуникацију, спектроскопију, и временске прогнозе.

## Преглед
Инфрацрвена термографија или термално снимање се доста користи у војне и цивилне сврхе. Војна примена обухвата активно откривање циљева у мраку, праћење и откривање непријатеља, те за праћење циљева на пројектилима. Цивилне примене укључују проучавање ступња термичког искориштења објеката, даљинско мерење температуре, блиске бежичне комуникације, спектроскопију и временску прогнозу. Инфрацрвена астрономија користи телескопе са IC сензорима за откривање подручја која су прекривена прашином, као што су молекуларни облаци, за откривање планета и за гледање објеката са великим црвеним помаком, који потјечу из времена настајања свемира.
Људско тело нормално зрачи са таласним дужинама од отприлике 12 μм, као што се може израчунати из Виновог закона помака.
Спектроскопија инфрацрвеног зрачења ( спектроскопија) користи инфрацрвено зрачење као медиј проучавања, које емитују молекули захваљујући својим вибрацијама. Апсорбовањем инфрацрвеног зрачења молекулске вибрације се побуђују, па молекули почињу јаче да вибрирају. Због тога се инфрацрвена спектроскопија, заједно с рамановом спектроскопијом зове вибрацијска спектроскопија. Слободни атоми не емитују инфрацрвено зрачење. Сваки молекул има карактеристичне вибрације, које зависе од чврстоћа веза и маса делова молекула који вибрирају.

## Различита подручја инфрацрвеног зрачења
Инфрацрвено зрачење обухвата широк распон електромагнетског зрачења, а како сензори покривају само одређена подручја IC спектра, постоје разне поделе које детаљније одређују подручја.

### Подела према
Међународна комисија за расвету (скраћено  од фр. Commission internationale de l'éclairage) дели инфрацрвено зрачење у 3 подручја:
Ипак, најчешће се инфрацрвено зрачење дели на 5 подручја:
- Блиско инфрацрвено подручје: (0,7 µm – 1,4 µm), то је подручје одређено са апсорпцијом водене паре. Обично се користи за оптичка влакна у телекомуникацијама, због малих губитака пригушења силицијум-диоксида. За активно откривање циљева у мраку, ово је подручје врло осетљиво и користи се за наочаре за ноћно посматрање.
- Краткоталасно инфрацрвено подручје: (1,4 µm – 3 µm), то је подручје где се апсорпција водене паре јако повећава, на таласној дужини 1450 nm. Подручје од 1530 до 1560 nm је врло важно подручје за телекомуникације на великим удаљеностима.
- Средњеталасно инфрацрвено подручје: (3 µm – 8 µm), то је подручје значајно зато што има „атмосферски прозор“ или подручје у којем нити један стакленички гас не упија Сунчево топлотно зрачење.
- Дуготаласно инфрацрвено подручје: (8 µm – 15 µm), то је подручје „термалног снимања“, где се могу добити најбоље IC слике, када нема светлости Сунца или месеца.
- Далеко инфрацрвено подручје: (15 µm – 1000 µm), то је подручје значајно за далеки инфрацрвени ласер.

Међународна организација за стандардизацију у свом стандарду ISO 20473 дели инфрацрвено зрачење на 3 подручја:
| Ознака                      | Скраћеница | Таласна дужина |
| --------------------------- | ---------- | -------------- |
| Блиско инфрацрвено подручје |            | 0,78—3         |
| Средње инфрацрвено подручје |            | 3—50           |
| Далеко инфрацрвено подручје |            | 50—1000        |

### Астрономска подела инфрацрвеног зрачења
Астрономи деле инфрацрвено зрачење на 3 подручја:
| Ознака                            | Скраћеница | Таласна дужина         |
| --------------------------------- | ---------- | ---------------------- |
| Блиско инфрацрвено подручје       |            | (0,7—1) до 5           |
| Средње инфрацрвено подручје       | МИР        | 5 до (25—40)           |
| Далеко инфрацрвено подручје       |            | (25—40) до (200—350) . |
| Подмилиметарско инфрацр. подручје |            | 100 до 1000 (1 ).      |

### Подела према електронским сензорима
Инфрацрвено зрачење се може поделити према разним електронским сензорима, који имају одзив у тим подручјима:
- Блиско инфрацрвено подручје:, то је подручје од краја осећаја људског ока до одзива силицијума.
- Краткоталасно инфрацрвено подручје:, то је подручје од одзива силицијума до подручја „атмосферског прозора“. То подручје покрива полупроводник    на таласној дужини око 1,8 µm, а мање су осетљиве оловне соли.
- Средњеталасно инфрацрвено подручје:, то је подручје „атмосферског прозора“, и покривају га полупроводници InSb,    и делимично  .
- Дуготаласно инфрацрвено подручје: (8&nbsp;µm – 12&nbsp;µm или 7&nbsp;µm – 14&nbsp;µm), покривају га полуводници HgCdTe и микроболометри.
- Врло дуготаласно инфрацрвено подручје: (12&nbsp;µm – 30&nbsp;µm), покрива га силицијум с примесама.

### Подела према телекомуникацијским подручјима
Инфрацрвено зрачење се дели у комуникацијама с оптичким влакнима у 7 појаса:
| Појас   | Опис             | Распон таласних дужина |
| ------- | ---------------- | ---------------------- |
| О појас | Изворни          | 1260–1360              |
| Е појас | Проширени        | 1360–1460              |
| С појас | Краткоталасни    | 1460–1530              |
| Ц појас | Основни          | 1530–1565              |
| Л појас | Дуготаласни      | 1565–1625              |
| У појас | Јако дуготаласни | 1625–1675              |

Ц – појас превладава за телекомуникацијске мреже на велике удаљености.

## Топлотно зрачење
Инфрацрвено зрачење се често назива „топлотним зрачењем“, будући да многи верују да топлота долази од IC зрачења. Али то је заблуда, будући и да остало електромагнетско зрачење, чак и видљива светлост, греју површине, које га упијају. Инфрацрвено зрачење са Сунца доприноси око 49% загревању Земље, док остало је у видљивом делу спектра и мањи део, око 3% у ултраљубичастом делу спектра. Објекти који имају собну температуру, зраче у IC подручју, углавном од 8 до 25 µm таласне дужине.
Топлота је енергија која ће остварити пренос топлоте, ако постоји разлика температура. Топлота се може пренети кондукцијом топлоте или проводљивошћу, конвекцијом или преношењем топлоте, и електромагнетним зрачењем, а то је једини начин како се може пренети топлота у вакууму.
Појам емисивности је врло важан за разумевање инфрацрвеног зрачења неког објекта. То својство материје успоређује топлотно зрачење неког објекта са топлотним зрачењем идеалног црног тела. Другим речима, два објекта која имају исту температуру, неће се појавити са једнаким интензитетом на термалној слици; онај који има већу емисивност, ће бити интензивнији.

## Примена

### Ноћно гледање
Уређаји са ноћно гледање се користе када нема довољно светла за нормално гледање. Ови уређаји раде поступком претварања светлосних фотона у електроне, који се затим појачавају, хемијским или електричним поступцима, и затим поново претварају назад у видљиве фотоне. Ноћно гледање не треба мешати са инфрацрвеном термографијом, која ствара слике на основи разлике температуре различитих објеката.

### Инфрацрвеном термографијом
Инфрацрвена термографија, термално снимање, термографско снимање, или термални видео, је тип науке инфрацрвеног снимања. Термографске камере опажају зрачење у инфрацрвеном појасу електромагнетског спектра (угрубо 0,9—14 μm) и стварају снимке тог зрачења које се назива термограмима.
Како инфрацрвено зрачење емитују сва тела зависно од њихове температуре, према закону зрачења црног тела, термографија омогућава „гледање“ околине без видљивог осветљења. Количина зрачења се повећава с температуром, стога термографија омогућава да се види промене температуре (отуда и име термографија). Гледани термографском камером, топли предмети се добро истичу у односу на хладнију позадину; људи и друге топлокрвне животиње постају лако видљиви у односу на околину, дању и ноћу. Стога се широка употреба термографије историјски везује за војне примене и за службе осигурања.

### Остале врсте сликања
Инфрацрвена фотографија, инфрацрвени филтри служе да се направе слике у блиском инфрацрвеном подручју. Дигитални фотоапарати користе често инфрацрвене „блокере“, док јефтинији дигитални фотоапарати и камере на мобилним телефонима, „виде“ сјајне љубичасто-беле мрље у блиском инфрацрвеном подручју. Новија технологија, која је још у развоју, је сликање у подручју таласне дужине терахерца.

### Навођење пројектила
Навођење пројектила користи електромагнетско зрачење у инфрацрвеном подручју за праћење циљева и уништавање. У 25 година ратовања, 90% војних губитака САД у опреми је било због пројектила са инфрацрвеним навођењем.

### Грејање
Инфрацрвено зрачење се може користити и за грејање. На пример, користи се често у саунама, где се постављају инфрацрвене грејалице. Користи се и за одлеђивање крила авиона, када треба уклонити лед пре полетања. У задње време се користи и у терапијама грејањем. Инфрацрвено зрачење се користи и за кување и припремање хране.
Инфрацрвено зрачење има и индустријску примену, као за сушење премаза боје, обликовање пластика, жарење, заваривање пластике. Најбољи резултати се постижу када грејачи имају таласну дужину исту као и апсорпционе линије материјала, који се греје.

### Комуникације
Инфрацрвени пренос података се користи на малим удаљеностима између рачунара и личних дигиталних помоћних уређаја. Даљинско управљање користи инфрацрвене светлеће диоде, да би се емитовало инфрацрвено зрачење, које је сабијено у жариште пластичним сочивима, да би се добио узак зрак. Зрак се модулира, гаси и пали, да би се подаци кодирали. Пријемник користи силицијумску фотодиоду, да би претворио инфрацрвено зрачење у електричну струју. Инфрацрвено зрачење не пролази кроз зидове, и не омета уређаје у другим просторијама.
Понекад се уместо укопавања оптичких влакана за пренос података, користе инфрацрвени ласери, поготово у густо насељеним местима. Инфрацрвени ласери се могу користити и за пренос података кроз оптичка влакна, поготово на таласним дужинама 1 330 nm или 1 550 nm, јер је то најбољи избор за силицијум-диоксидна оптичка влакна.

### Спектроскопија
Спектроскопија инфрацрвеног зрачења ( спектроскопија) користи инфрацрвено зрачење као медијум проучавања, које емитују молекули захваљујући својим вибрацијама. Апсорбовањем инфрацрвеног зрачења молекулске вибрације се побуђују, па молекули почињу јаче да вибрирају. Због тога се инфрацрвена спектроскопија, заједно с Рамановом спектроскопијом зове вибрацијска спектроскопија. Слободни атоми не емитују инфрацрвено зрачење. Сваки молекул има карактеристичне вибрације, које зависе од чврстоће веза и маса делова молекула који вибрирају. Та чињеница даје инфрацрвеној спектроскопији велике аналитичке могућности јер је могуће одредити од којих се функционалних група молекул састоји. Како сваки молекул има различити инфрацрвени спектар, инфрацрвена спектроскопија се користи при идентификацији материје. Како је топлотна енергија молекула већа од енергије вибрација, инфрацрвено зрачење емитују објекти захваљујући својој топлотној енергији. Таласна дужина емитираног зрачења зависи од температури према закону црног тела.

### Метеорологија
Метеоролошки сателити, опремљени са радиометрима, стварају топлотне и инфрацрвене слике, на којима увежбани метеоролог може да одреди врсту и висину облака, температуре водених површина и земље и да одреди промене у океанима. Радиометри раде углавном у подручју од 10,3 до 12,5 µm.

### Климатологија
За климатологију, посматра се атмосферско инфрацрвено зрачење, да би се открила измена енергије између Земље и атмосфере. Користи се и у процени глобалног отопљавања и Сунчевог топлотног зрачења. Пиргометар је инструмент који ради у подручју од 4,5 до 100 μm и њиме се посматрају зрачења облака,  и других стакленичких гасова. Мери се са површине Земље у атмосферу. Користи се термоелектрични детектор заштићен са филтером, прозирним за велике таласне дужине, док не пропушта видљиви део спектра („силицијумски прозор“).

### Астрономија
Астрономи посматрају свемирске објекте у инфрацрвеном подручју електромагнетског спектра, са свим деловима за оптичке телескопе, укључујући огледала, сочива и детекторе. Због тога се обично сврстава као део оптичке астрономије. Да би се добиле слике у инфрацрвеном спектру, делови треба да буду пажљиво заштићени, а детектори се обично хладе течним хелијумом.
Осетљивост инфрацрвених телескопа на Земљи је знатно ограничена због водене паре у атмосфери, која упија део инфрацрвеног спектра, који долази из свемира, осим у подручјима „атмосферских прозора“. Због тога је боље инфрацрвене телескопе сместити на велике надморске вине, поставити их у балоне на врући ваздух или у авионе.
Инфрацрвени телескопи су корисни за астрономе, јер хладни и тамни молекуларни облаци гаса и прашине замагљују поглед на многе звезде. Инфрацрвени телескопи се исто користе за посматрање протозвезда, пре него почну да емитују видљиву светлост. Будући да звезде врло мало емитују у инфрацрвеном подручју, могуће је открити рефлектовану светлост са планета.
Инфрацрвени телескопи се користе и за посматрање језгара активних галаксија, које су обично замагљене гасовима и прашином. Далеке галаксије са црвеним помаком, имају део спектра помакнут на веће таласне дужине, тако да се најбоље виде у инфрацрвеном подручју.

### Историја уметности
Инфрацрвени рефлектограми, како их називају историчари уметности, служе за откривање скривених слојеве боје на уметничким сликама. То им служи да открију да ли је слика оригинал или копија, или ако је слика измењена са рестаураторским радовима. Инфрацрвени уређаји су корисни и код откривања старих списа, као што су „Свитци са Мртвог мора“ или списи пронађени у Могао пећини.

### Биолошки системи
Постоје животиње које имају осетила за инфрацрвено зрачење, као што су змије јамичарке, кржљоношке, вампирски шишмиши, разни корњаши, неки лептири и бубе. Јамичарке имају пар инфрацрвених сензорних удубљења на глави. Сензитивност тих билошких система за детекцију инфрацрвеног зрачења није у потпоности разјашњена.
Други организми који имају терморецептивне органе су питони (фамилија Pythonidae), неке бое (фамилија ), обични вампирски шишмиш (Desmodus rotundus), разни красници (Melanophila acuminata), тамно пигментирани лептири (Pachliopta aristolochiae и Troides rhadamantus plateni), и вероватно крвопијуће бубе (Triatoma infestans).
Мада се блиско инфрацрвени вид (780–1000 nm) дуго сматрао немогућим, због буке у визуелним пигменатима, сензација блиско инфрацрвеног светла је пријављена код шарана и три cichlid врсте. Ribe koriste NIR za hvatanje plena и за фототактичку оријентацију при пливању. NIR сензација код рибе је вероватно релевантна због услова слабе осветљености током сумрака и у мутним површинским водама.

### Фотобиомодулација
Блиско инфрацрвено светло, или фотобиомодулација, се користи за третман хемотерапијом индуковане оралне улцерације, као и за лечење рана. Познати су и неки радови везани за антихерпесни вирусни третман. Истраживачки пројекти обухватају лечење централног нервног система путем повећаног изражавања цитохром c оксидазе и других могућих механизама.

### Заштита на раду
У неким индустријама, постоји опасност од утицаја инфрацрвеног зрачења на очи и вид, и зато је потребно носити заштитне наочаре са IC филтерима.

## Земља и инфрацрвено зрачење
Земљина површина и облаци упијају видљиво и невидљиво зрачење са Сунца и поновно емитују велики део енергије у инфрацрвеном делу спектра, назад у атмосферу. Неке честице у атмосфери, углавном капљице воде и водене паре, али и угљен-диоксид, метан, азотни оксид, сумпоров хексафлуорид и хлорфлуороугљеник (CFC), упијају тај део инфрацрвеног зрачења и поновно их зраче у свим смеровима на Земљу. На тај начин, ефект стакленика гре атмосферу и површину Земље, на веће температуре, него да нема инфрацрвеног зрачења.

## Историја
Откриће инфрацрвеног зрачења се приписује Вилхелму Хершелу, астроному из 19. века, који је објавио рад везан за инфрацрвено зрачење 1800. Користио је призму да би створио лом или рефракцију светлости са Сунца и открио је повећање температуре на термометру, у невидљивом делу инфрацрвеног подручја. Био је изненађен и нове зраке је назвао „топлотним“ зрацима.